# Cryptocephalus querceti
Cryptocephalus querceti is een keversoort uit de familie bladkevers (Chrysomelidae). De wetenschappelijke naam van de soort werd in 1848 gepubliceerd door Suffrian.